# Elytroleptus floridanus
Elytroleptus floridanus là một loài bọ cánh cứng trong họ Cerambycidae.